# 纳塔兰迪亚
纳塔兰迪亚是巴西米纳斯吉拉斯州的一个市镇。总面积471.355平方公里，总人口3271人，人口密度6.9人/平方公里。